# Henri Delaval
Henri Delaval (1. studenog 1913.) je bivši belgijski hokejaš na travi. 
Na hokejaškom turniru na Olimpijskim igrama 1936. u Berlinu je igrao za Belgiju. Belgija je ispala u 1. krugu. Osvojila je 3. mjesto u skupini "C". Nesretnim porazom od posljednje u skupini, Švicarske, koja je dotad ubilježila samo dva poraza, Belgija je ispala iz borbe za odličja, iako joj je i bod bio dovoljan. Odigrao je tri susreta na mjestu napadača.
Na hokejaškom turniru na Olimpijskim igrama 1948. u Londonu je igrao za Belgiju. Belgija je ispala u 1. krugu. Osvojila je 3. mjesto u skupini "C", s dvije pobjede i dva poraza, pri čemu valja spomenuti da je tijesno izgubila od pobjednika skupine, Pakistana, s 2:1. Belgija je dijelila 5. do 13. mjesto u završnom poredku.
 Iako je bio najstariji igrač u belgijskoj reprezentaciji, s 34 godine je odigrao je tri susreta za Belgiju.

## Vanjske poveznice
- Profil na Sports Reference.com  Arhivirana inačica izvorne stranice od 31. siječnja 2012. (Wayback Machine)